# André Braun
André Spatz Braun (* 1. Mai 1944 in Esch an der Alzette) ist ein luxemburgischer Bogenschütze.
Braun nahm an zwei Olympischen Spielen teil; bei den Olympischen Spielen 1980 in Moskau belegte er Rang 16; 1984 in Los Angeles wurde er 24.